# Rue Saint-Lazare (Paris)
Rue Saint-Lazare é uma rua do 8.º e 9.º arrondissements de Paris.

## Localização e acesso
Começa no 9, Rue Bourdaloue e no 1, Rue Notre-Dame-de-Lorette e termina na Praça Gabriel-Péri e na Rue de Rome.

## Origem do nome
O seu nome atual remonta a 1770 e provém da Casa Saint-Lazare à qual conduzia. A Prisão Saint-Lazare era um antigo leprosário, transformado em prisão em 1793, que se localizava na atual localização no 117, rue du Faubourg-Saint-Denis, no 10.º arrondissement.

## Histórico

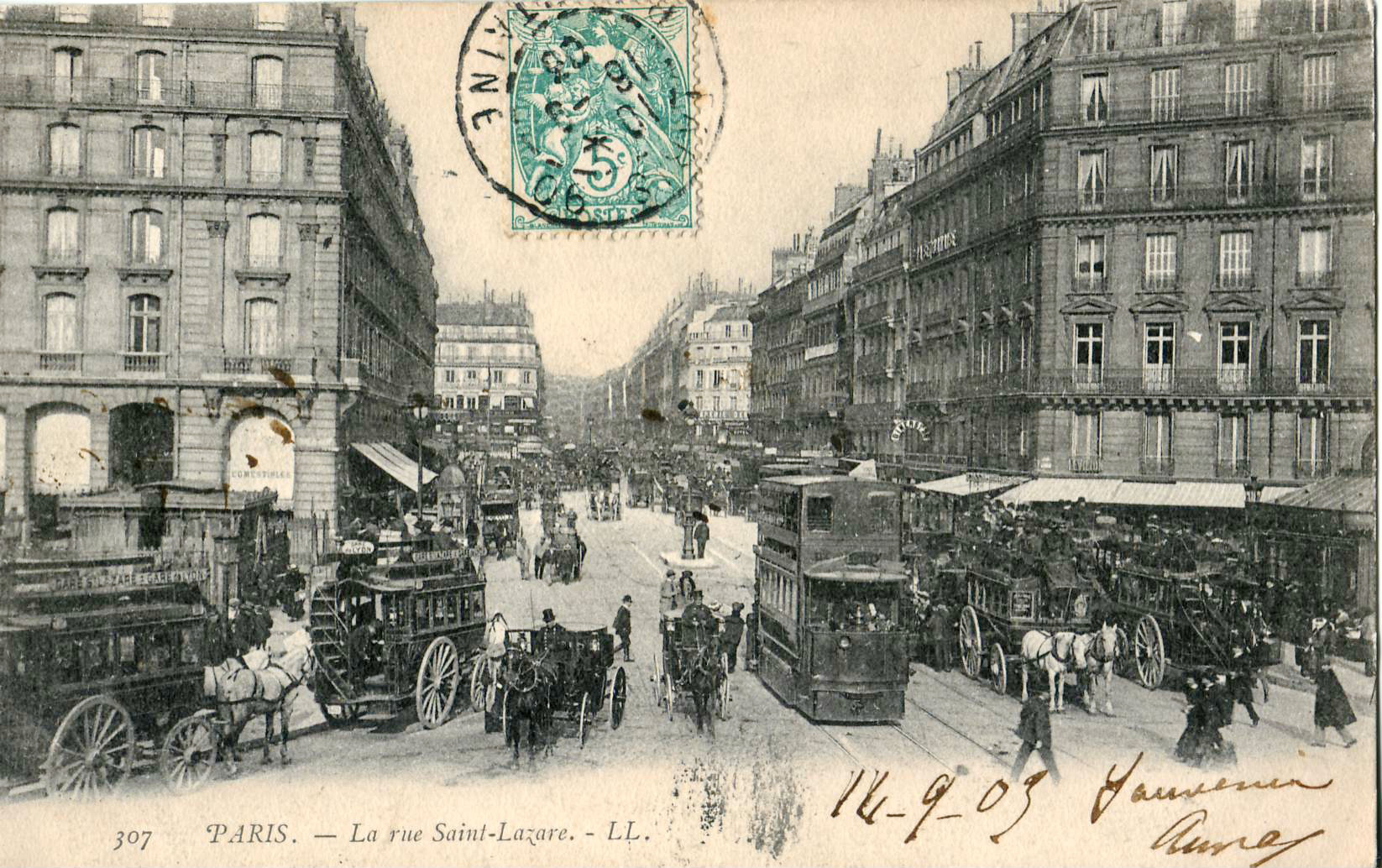
Rue Saint-Lazare no início do século XX já apoiou um tráfego significativo de veículos de transporte público: ônibus e bondes de ar comprimido da Compagnie Générale des Omnibus, ancestral da RATP.

Esta rota já existia em 1700 com o nome de "Rue des Porcherons" porque ligava as vilas do Roule e da Ville-l'Évêque à de Porcherons. Recebeu então o nome de "Rua d’Argenteuil" devido à sua orientação para a vila de Argenteuil. Em 1734, ainda era ladeada por apenas algumas raras construções e recebeu o nome atual em 1770.
O cruzamento anteriormente formado pelo cruzamento da rue Saint-Lazare, rue du Rocher, de la Pépinière e de l'Arcade, era denominada "La Petite Pologne" ("A Pequena Polônia") ou mais simplesmente "La Pologne" ("A Polônia"). Le Petit Ramponeau, ou Cabaret de Ramponeau, estava localizado na Pequena Polônia. Este famoso cabaré, que anteriormente ficava em Belleville, rue de l'Orillon, foi durante muito tempo o ponto de encontro de pessoas da nobreza que tinham prazer em vir "para relaxar aí".
Uma decisão ministerial de 12 do Frutidor Ano V (29 de agosto de 1797) fixou a largura mínima da rua em 10 metros. Esta largura foi aumentada para 11 metros por uma ordenança real de 3 de agosto de 1838. Uma portaria de 3 de setembro de 1843 declarou o seu alargamento para 20 metros no direito de propriedade os números 115 a 121, para criar a cour du Havre.
A Gare Saint-Lazare foi construída em 1837. Uma ruela, denominada Impasse Bony, criada em 1826 e localizada no local do hotel Terminus, servia para descarga de bagagens. A Cour de Rome, localizada em frente à estação no lado oeste, incluía o antigo impasse d'Argenteuil, que dava para a rue du Rocher.

## Apêndices